# 1984 en handball
| Années du handball : 1981 - 1982 - 1983 - 1984 - 1985 - 1986 - 1987    |
| Décennies du handball : 1950 - 1960 - 1970 - 1980 - 1990 - 2000 - 2010 |

Cet article présente les faits marquants de l'année 1984 en handball.

## Par compétitions

### Jeux olympiques
Les tournois masculin et féminin des Jeux olympiques de 1984 a eu lieu à Los Angeles du 31 juillet au 11 août.
|                                     | Hommes               | Femmes       |
| ----------------------------------- | -------------------- | ------------ |
| Médaille d'or, Jeux olympiques      | Yougoslavie          | Yougoslavie  |
| Médaille d'argent, Jeux olympiques  | Allemagne de l'Ouest | Corée du Sud |
| Médaille de bronze, Jeux olympiques | Roumanie             | Chine        |

Du fait du boycott d'une quinzaine de pays du bloc communiste, la moitié des équipes qualifiées, dont les deux tenants du titre l'Allemagne de l'Est et l'URSS, renoncent à participer à la compétition. Ces pays ont alors participé aux Jeux de l'Amitié (en). La Yougoslavie en profite pour remporter le titre olympique, aussi bien chez les hommes que chez les femmes.
Pour la première fois, des équipes non-européennes terminent sur le podium olympique puisque, en plus de la Chine, médaillée de bronze chez les femmes, les Sud-coréennes remportent leur première de leurs six médailles olympiques. À noter également, la performance de la Yougoslave Jasna Merdan-Kolar qui a marqué 17 buts face aux États-Unis.

## Bilan de la saison 1983-1984 en club

### Coupes d'Europe
|    | Compétition                         | Vainqueur             | Finaliste              | Score   |
| -- | ----------------------------------- | --------------------- | ---------------------- | ------- |
| H. | Coupe des clubs champions (C1)      | HC Dukla Prague       | Metaloplastika Šabac   | 42 – 34 |
| H. | Coupe des coupes (C2)               | FC Barcelone          | RK Sloga Doboj         | 24 – 21 |
| H. | Coupe de l'IHF (C3)                 | TV Großwallstadt      | Gladsaxe HG Copenhague | 36 – 34 |
| F. | Coupe des clubs champions (C1) (de) | ŽRK Radnički Belgrade | Bayer Leverkusen       | 42 – 35 |
| F. | Coupe des coupes (C2) (de)          | Dalma Split (hr)      | TJ Gottwaldov          | 48 – 33 |
| F. | Coupe de l'IHF (C3) (de)            | CS Oltchim Vâlcea     | VfL Oldenburg          | 51 – 39 |

### Saison 1983-1984 en France
|    | Compétition           | Vainqueur              | Second                 | Score                  |
| -- | --------------------- | ---------------------- | ---------------------- | ---------------------- |
| H. | Championnat de France | Stade Marseillais UC   | USM Gagny              | 22-17                  |
| H. | Coupe de France       | Pas de coupe de France | Pas de coupe de France | Pas de coupe de France |
| F. | Championnat de France | Stade français P       | US Dunkerque           | -                      |
| F. | Coupe de France       | Pas de coupe de France | Pas de coupe de France | Pas de coupe de France |

## Naissances et décès
Parmi les personnalités du handball nées en 1984, on trouve notamment :
- Luc Abalo
- Paule Baudouin
- Katarina Bulatović
- Ahmed El-Ahmar
- Dragan Gajić
- Nikola Karabatic
- Lioudmila Postnova, triple championne du monde
- Linn-Kristin Riegelhuth Koren
- Cédric Sorhaindo